# Малай (страва)
Мала́й (від рум. mălái) — вчинений невеликих розмірів хліб або корж з кукурудзяного, горохового або пшоняного борошна. Про пшоняні малаї не раз згадується, коли йдеться про їжу запорізьких козаків.
З появою кукурудзи на території України й Молдови, то малай поступово замінила інша схожа страва — мамалига. У ній змінюється основний компонент, але спосіб приготування і вживання залишився майже ідентичним.